# Макгі-Крік (Каліфорнія)
Макгі-Крік (англ. McGee Creek) — переписна місцевість (CDP) в США, в окрузі Моно штату Каліфорнія. Населення — 45 осіб (2020).

## Географія
Макгі-Крік розташоване за координатами 37°34′22″ пн. ш. 118°47′28″ зх. д. / 37.57278° пн. ш. 118.79111° зх. д. (37.572676, -118.790995).  За даними Бюро перепису населення США в 2010 році переписна місцевість мала площу 10,39 км², уся площа — суходіл.

## Демографія
Згідно з переписом 2010 року, у переписній місцевості мешкала 41 особа в 21 домогосподарстві у складі 10 родин. Густота населення становила 4 особи/км².  Було 30 помешкань (3/км²).
Расовий склад населення:
| - 95,1 % — білих |

До двох чи більше рас належало 4,9 %. Частка іспаномовних становила 4,9 % від усіх жителів.
За віковим діапазоном населення розподілялося таким чином: 17,1 % — особи молодші 18 років, 48,8 % — особи у віці 18—64 років, 34,1 % — особи у віці 65 років та старші. Медіана віку мешканця становила 54,8 року. На 100 осіб жіночої статі у переписній місцевості припадало 105,0 чоловіків;  на 100 жінок у віці від 18 років та старших — 126,7 чоловіків також старших 18 років.
Цивільне працевлаштоване населення становило 46 осіб. Основні галузі зайнятості: виробництво — 80,4 %, будівництво — 19,6 %.